# هایتروانگ
هایتروانگ (به آلمانی: Heiterwang) یک منطقهٔ مسکونی در اتریش است که در ناحیه رویت واقع شده‌است. هایتروانگ ۳۵٫۷۳ کیلومتر مربع مساحت دارد ۹۹۴ متر بالاتر از سطح دریا واقع شده‌است.